# Chelsea Cutler
Chelsea Cutler (Westport, 11 febbraio 1997) è una cantautrice statunitense.
Legata all'etichetta Republic Records, ha pubblicato il suo album di debutto How To Be Human nel 2020. L'album ha raggiunto la posizione 23 nella Billboard 200. L'anno successivo ha pubblicato il suo secondo album When I Close my Eyes.

## Biografia
Cutler inizia fin da bambina a suonare strumenti acustici per poi avvicinarsi alla musica elettronica durante le scuole superiori. A partire dal 2016, durante gli anni del college, inizia a caricare la propria musica sulla piattaforma SoundCloud per poi decidere di abbandonare gli studi con lo scopo di portare avanti la sua carriera musicale. In questo periodo, molti suoi brani ottengono un'attenzione considerevole. Nel 2017 firma un contratto discografico con Ultra Records e pubblica l'EP Snow in October. Nel 2018 viene notata dal rapper Quinn XCII, che la sceglie come artista d'apertura per un suo tour, dopo di che esegue i suoi primi due tour da headliner atti a promuovere due mixtape realizzati in maniera indipendente: Sleeping With Roses e Sleeping With Roses II.
Nel marzo 2019 firma un contratto con Republic Records e pubblica Brent, un EP collaborativo realizzato insieme a Jeremy Zucker. Uno dei brani estratti come singoli dall'EP, you were good to me, viene certificato platino in USA. Collabora successivamente con Kygo nel singolo Not OK, che ottiene successo a livello internazionale. Negli ultimi mesi del 2019 inizia a pubblicare nuovi singoli atti a promuovere il suo album di debutto How To Be Human, pubblicato nel gennaio 2020. L'album raggiunge la numero 23 nella Billboard 200 e la numero 51 nella Canadian Album Chart. Nei mesi successivi l'artista avrebbe dovuto esibirsi durante il Coachella 2020, ma l'evento è stato cancellato per via della pandemia di COVID-19.
Nel febbraio 2021 collabora nuovamente con Zucker su un intero EP, questa volta intitolato Brent II. Nell'ottobre dello stesso anno, dopo aver pubblicato alcuni singoli, l'artista rende disponibile il suo secondo album in studio When I Close my Eyes.

## Discografia

### Album
- 2020 – How To Be Humas
- 2021 – When I Close My Eyes

### EP
- 2017 – Snow in October
- 2019 – Brent (con Jeremy Zucker)
- 2019 – Brent Live (con Jeremy Zucker)
- 2021 – Brent II (con Jeremy Zucker)

### Mixtape
- 2018 – Sleeping with Roses
- 2018 – Sleeping with Roses II

### Singoli
- 2016 – Your Shirt
- 2018 – The Rason
- 2018 – Cold Shower
- 2019 – You Were Good to Me (con Jeremy Zucker)
- 2019 – Better Of (con Jeremy Zucker)
- 2019 – Lucky
- 2019 – How to Be Human
- 2020 – Sad Tonight
- 2020 – Crazier Things (con Noah Kahan)
- 2020 – Crying over You (con la Band Camino)
- 2020 – Stay Next to Me (con Quinn XCII)
- 2021 – This Is How You Fall in Love (con Jeremy Zucker)
- 2021 – Walking Away
- 2021 – Devil on My Shoulder